# Onogurs

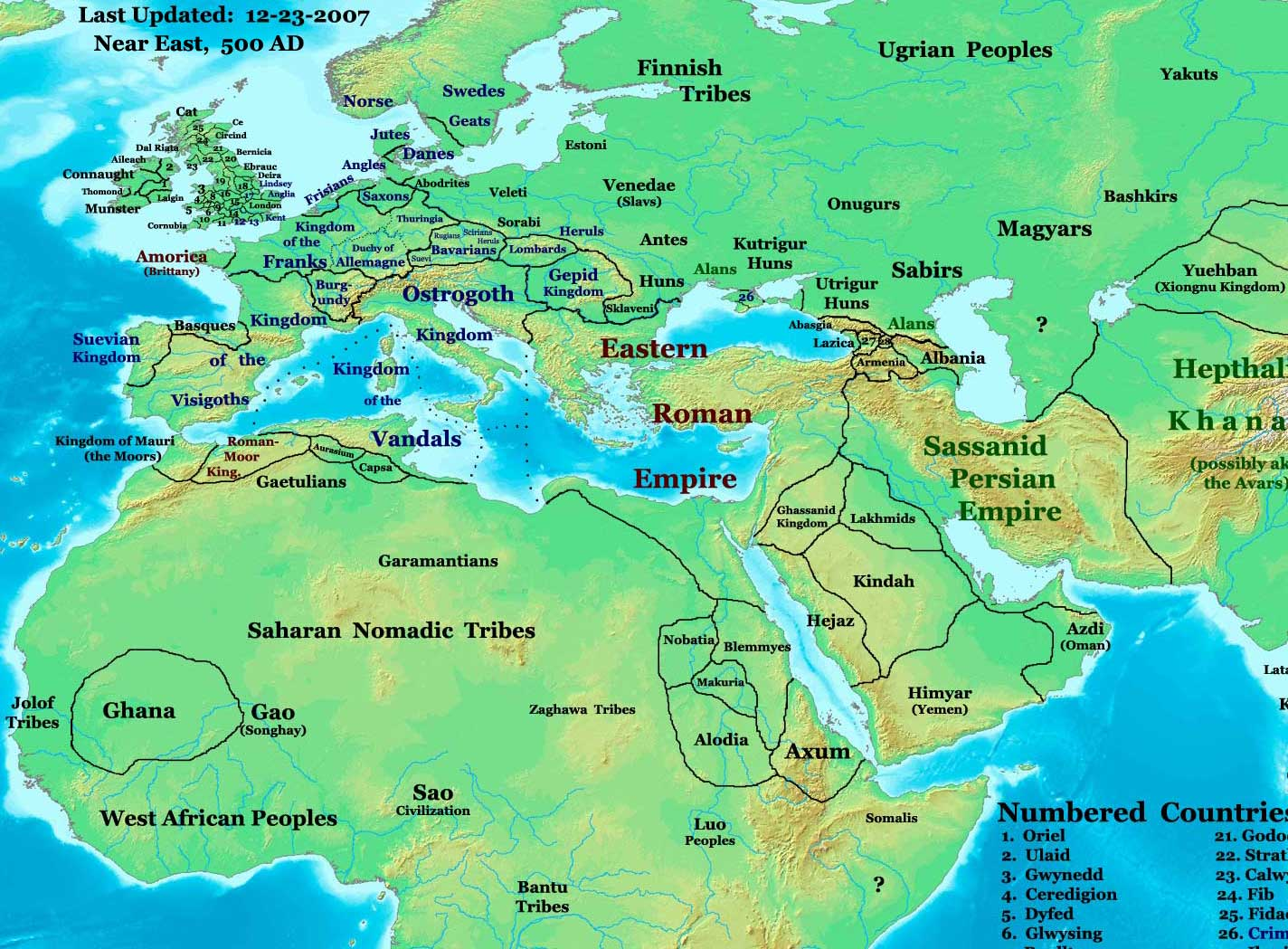
Estepes pòntiques cap a l'any 500, en què es poden observar les localitzacions dels onogurs i els seus veïns.

Els onogurs eren una població ogúrica de nòmades eqüestres provinents de l'Àsia central que es desplaçaren a l'estepa pòntica a la fi del s. V.
Alguns autors assenyalen que aquestes poblacions tenen l'origen en les tribus tiele occidentals que s'esmenten en fonts xineses i de les quals s'originaren també els uigurs i els oğhuz. L'historiador Prisc esmenta que els onogurs i els saragurs es desplaçaren cap a l'oest per la pressió dels sabirs i entraren en conflicte amb els huns que regien al nord del Caucas i de la mar Negra. Els huns assimilaren aquestes tribus oghúriques i després es dividiren en kutrigurs i utigurs. Les fonts gregues s'hi refereixen a tots amb la denominació de búlgars.
Cap a l'any 560 foren sotmesos pels àvars que arribaren des de les estepes orientals i foren incorporats a la seua estructura tribal.
Els onogurs s'alliberaren dels àvars cap al 630 sota el lideratge de Kubrat, el qual aglutinà les tribus protobúlgares i establí l'antiga Gran Bulgària, també anomenada Onogúria.

## Etimologia
La paraula On significa 'deu' i Ok significa 'fletxa' en turc modern. On Ok ('deu fletxes') és la forma plural turca moderna. Segurament, On-Ogur en turc antic podria significar 'deu fletxes' o 'deu tribus'.
De manera semblant s'explica com que del primitiu On Oğuz (Oghuz), la «z» es transformà en «r» segons els investigadors lingüístics.